# 덴마크의 울리카 엘레오노라
덴마크의 울리카 엘레오노라(Ulrika Eleonora of Denmark, 1656년 9월 11일 ~ 1693년 7월 26일)는 덴마크의 왕녀이자 스웨덴의 칼 11세 국왕의 왕비이다. 같은 이름을 가진 스웨덴의 여왕이자 스웨덴의 프레드리크 1세 국왕의 왕비인 울리카 엘레오노라와 구별하기 위해 연장자 울리카 엘레오노라(스웨덴어: Ulrika Eleonora den äldre 울리카 엘레오노라 덴 엘드레[*])라고도 부른다.

## 생애
울리카 엘레오노라는 1656년 9월 11일에 덴마크 코펜하겐에서 덴마크의 프레데리크 3세 국왕과 브라운슈바이크뤼네부르크의 조피 아말리에 왕비의 딸로 태어났다. 1679년 9월 26일에 덴마크와 스웨덴 사이에 룬드 조약이 체결되면서 1675년부터 1679년까지 덴마크와 스웨덴 사이에 일어난 스코네 전쟁이 종식되었다.
울리카 엘레오노라는 1680년 2월 6일에 스웨덴의 칼 11세 국왕과 결혼하는 내용이 담긴 조약에 서명하게 된다. 울리카 엘레오노라와 칼 11세는 1680년 5월 6일에 스웨덴 스코토르프(Skottorp) 마을에서 소수의 하객들이 참석한 작은 결혼식을 거행했다. 울리카 엘레오노라는 1680년 11월 25일에 스웨덴 스톡홀름에 위치한 스토르퀴르칸(Storkyrkan)에서 스웨덴의 왕비로 즉위하게 된다.
울리카 엘레오노라는 생전에 독서를 좋아했고 회화에 특별한 관심을 가졌다고 한다. 또한 가난한 사람들을 위한 고아원, 미망인 보호소, 작업장, 학교를 설립했을 정도로 자선 활동에 적극 참여했다. 그의 건강은 매우 허약했기 때문에 스톡홀름에 위치한 칼베리궁, 쿵스홀름섬에 위치한 집에 거주한 경우가 많았다. 잦은 출산으로 건강이 나빠졌고 1693년 7월 26일에 사망하고 만다.

## 자녀
울리카 엘레오노라는 7명의 자녀를 출산했지만 성인까지 생존한 자녀는 3명 뿐이다.
| 사진 | 이름                               | 생일            | 사망                   | 기타                                                                          |
| ---- | ---------------------------------- | --------------- | ---------------------- | ----------------------------------------------------------------------------- |
|      | 헤드비그 소피아 아브 스베리예 왕녀 | 1681년 6월 26일 | 1708년 12월 22일(27세) | 프리드리히 4세 폰 슐레스비히홀슈타인고토르프 공작와 결혼, 표트르 3세의 할머니 |
|      | 칼 12세                            | 1682년 6월 17일 | 1718년 11월 30일(36세) | 스웨덴 국왕                                                                   |
|      | 구스타프                           | 1683년          | 1685년                 | 요절                                                                          |
|      | 울리크                             | 1684년 7월 22일 | 1685년 3월 29일        | 요절                                                                          |
|      | 프레드리크                         | 1685년          | 1685년                 | 요절                                                                          |
|      | 칼 구스타프                        | 1686년          | 1687년                 | 요절                                                                          |
|      | 울리카 엘레오노라                  | 1688년 1월 23일 | 1741년 11월 24일(53세) | 스웨덴 여왕, 프레드리크 1세와 결혼                                            |

## 사진

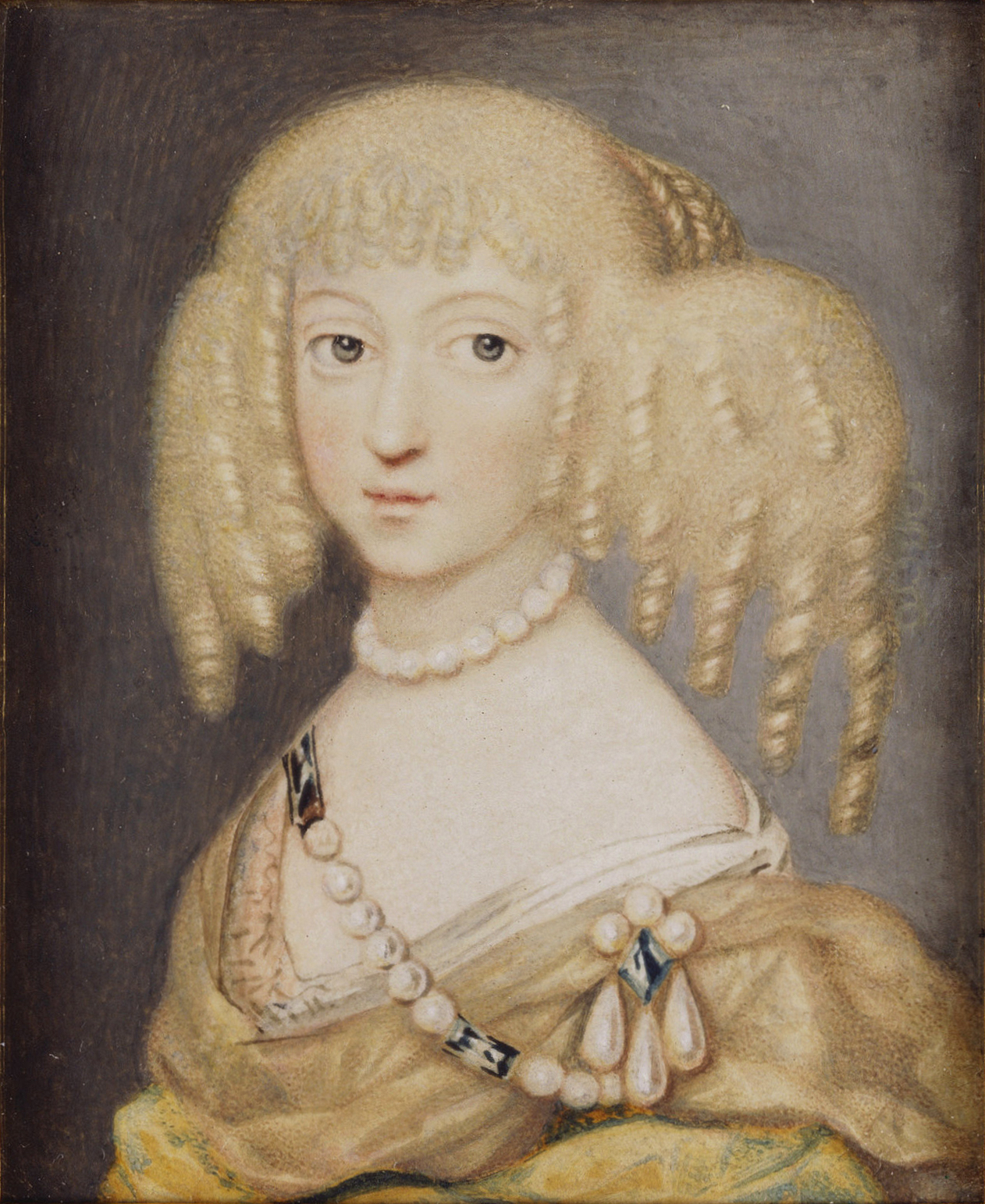
덴마크의 왕녀 시절의 울리카 엘레오노라
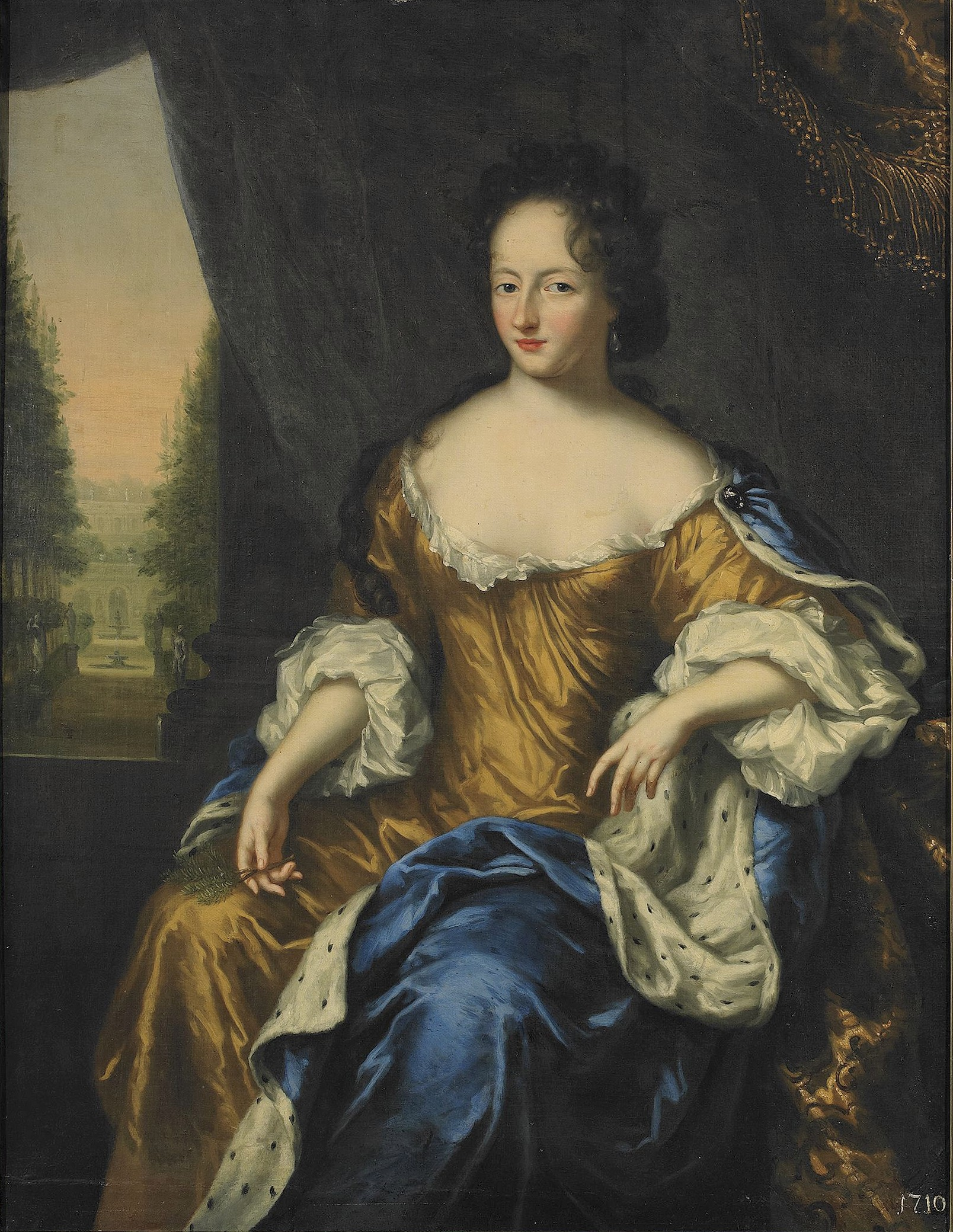
1686년 당시의 울리카 엘레오노라의 모습 (다비드 에렌스트랄 작)
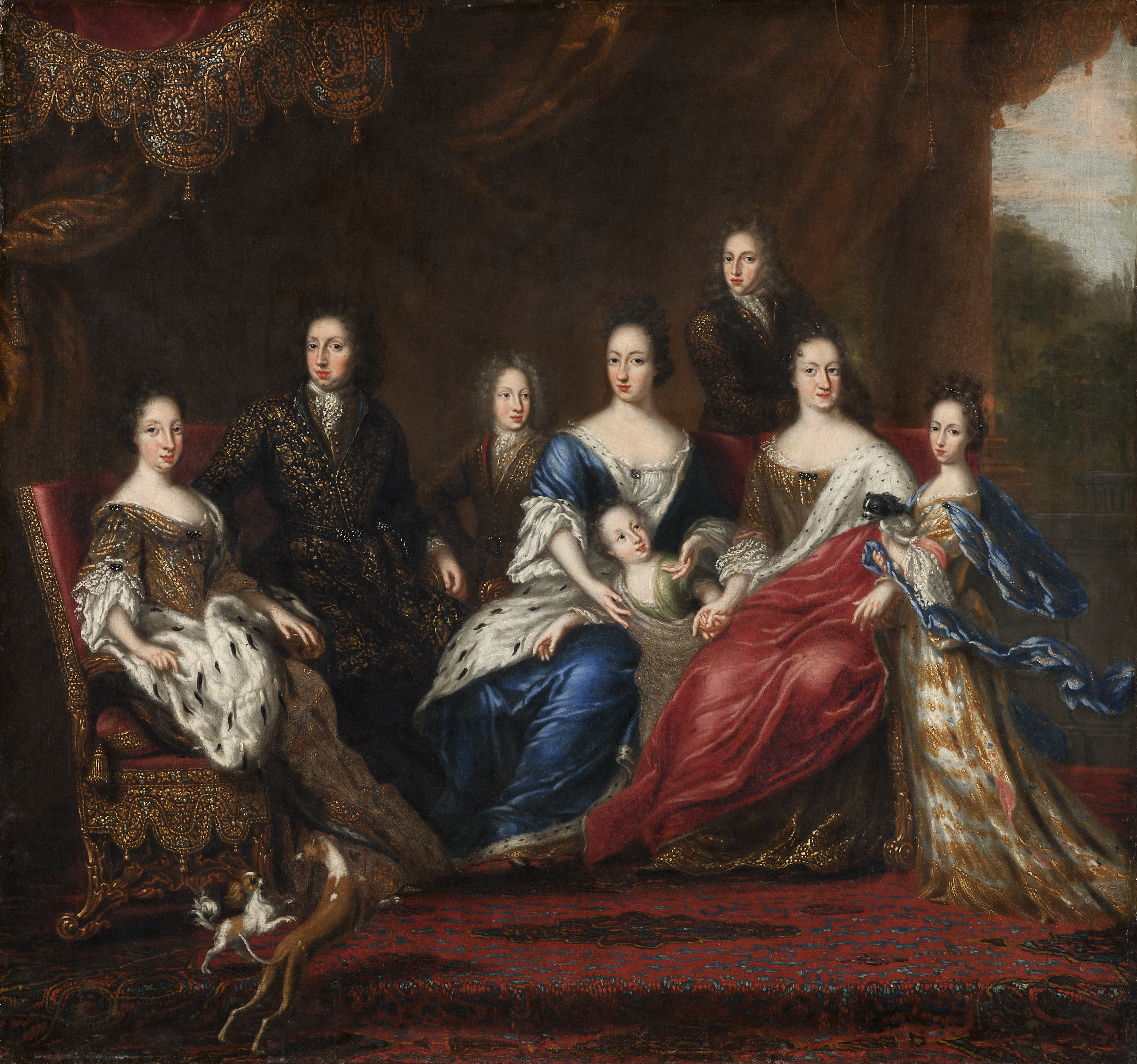
1690년 당시의 칼 11세와 울리카 엘레오노라 부부의 가족들을 묘사한 그림 (다비드 에렌스트랄 작)